# قایق گشتی کلاس-کیپ
قایق گشتی کلاس-کیپ (به انگلیسی: Cape-class patrol boat) یک کلاس از کشتی است که طول آن ۵۷٫۸ متر (۱۹۰ فوت) می‌باشد.